# Um Klassen besser
Um Klassen besser (Originaltitel: Won’t Back Down) ist ein US-amerikanisches Filmdrama aus dem Jahr 2012. Regie führte Daniel Barnz, der auch mit Brin Hill für das Drehbuch verantwortlich war. In den Hauptrollen sind Maggie Gyllenhaal als Jamie Fitzpatrick, Emily Alyn Lind als deren Tochter Malia und Viola Davis als Nona Alberts zu sehen.
Die Filmpremiere fand am 28. September 2012 in Kanada und den USA statt. Die deutschsprachige Premiere war am 8. August 2013.

## Handlung
Malia, Tochter der alleinerziehenden Jamie Fitzpatrick, soll an der Adams Elementary School in Pittsburgh in der zweiten Klasse einen Text von der Tafel ablesen. Wegen Störungen durch Mitschüler, z. B. das Spielen eines Ballerspiels auf einer Playstation, und dem gezeigten Desinteresse der Lehrerin, sie tippt auf ihrem Handy herum, kann sie sich nicht konzentrieren und hat so Probleme, den Text vorzulesen. Im Laufe des Films wird zudem klar, dass Malia und ihre Mutter Legasthenie haben.
Cody ist der Sohn von Nona, Lehrerin an der Adams Elementary, und Charles Albert. Er hat Probleme seine Rechenaufgaben zu erledigen. Dazu leidet Cody auch noch unter der Trennung seiner Eltern. Während einer Schmutzkampagne kommt heraus, dass Nona mit ihrem Sohn auf dem Weg zu einem Krankenhaus unter Alkoholeinfluss einen Autounfall verursacht hatte, bei dem der Sohn ein mögliches Hirntrauma erlitt.
Beide Mütter erkennen, dass die weitere schulische Laufbahn an der Adams Elementary in eine Sackgasse führt. So bemühen sie sich um einen der begehrten Plätze an der Rosa Parks Elementary School. Dort werden die 40 vorhandenen Plätze unter rund 400 Bewerbern verlost. Bei der Eingangsrede vor der Verlosung erklärt der Schulleiter Thompson, dass „… jedes vierte Kind groß [wird], ohne vernünftig lesen zu lernen …“. Weiter übt er eine massive Kritik an der Schulverwaltung. Am Ende der Auslosung hat keine der beiden Mütter für ihr Kind einen Platz bekommen.
Jamie sucht Nona auf und gemeinsam beginnen sie mit der Planung für die Schulübernahme. Hierfür benötigen sie die Zustimmung von jeweils der Hälfte der Lehrer und Eltern. Innerhalb der Schulbehörde wird ihnen schnell deutlich gemacht, dass es kein einfaches Unterfangen ist, da diese mit einem Planungshorizont von fünf bis sechs Jahren rechnet. Für Nona und Jamie ist damit klar, dass dadurch die potentiellen Eltern und Lehrer abgeschreckt werden sollen. In der Folgezeit starten sie Werbekampagnen, unter anderem mit Werbeflyern, Hausbesuchen und Demonstrationen, um weitere Eltern und Lehrer für ihr Anliegen zu finden. Nach dem Start beginnt die Gewerkschaft Teacher Association of Pennsylvania (TAP) mit einer Gegenkampagne, um das Projekt zu diskreditieren.
Im Verlauf des Filmes zweifelt die Gewerkschaftsvorsitzende Evelyn Riske an dem Kurs ihrer Gewerkschaft TAP. Sie kritisiert unter anderem die Gegenkampagnen, die durch ihren Assistenten in Gang gebracht wurden. Gleichzeitig muss sie jedoch die Haltung der Gewerkschaft gegenüber den Lehrern verteidigen, die dies aber nicht widerspruchslos akzeptieren. Nachdem der Musiklehrer Michael Perry mitteilt, dass auch sie als Gewerkschafter Menschen seien und somit auch menschlich handeln sollten, werden die Zweifel bei Evelyn verstärkt.
Zu Beginn ihrer Bemühungen stoßen Nona und Jamie immer wieder auf Mitarbeiter innerhalb der Schulverwaltung, die ihrem Anliegen aufgeschlossen gegenüber stehen. So bekommen sie Hinweise, wie sie zum Beispiel ihren Antrag ohne Fehler abgeben oder erhalten eine Begutachtung ihrer Arbeit. Bei der abschließenden Anhörung soll der Antrag abgelehnt werden, weil sich in dem über 400-seitigen Werk ein einzelner Zahlendreher befindet. Nachdem dieser Versuch die Anhörung zu verhindern gescheitert ist, kommt es zur finalen Abstimmung, die mit einem Ergebnis von 4:3 für die Umwandlung in eine Charter School ausgeht.
In der Schlussblende tritt Malia im vollen Auditorium der Schule auf und liest von einem Blatt fast fehlerfrei ab.

## Produktion

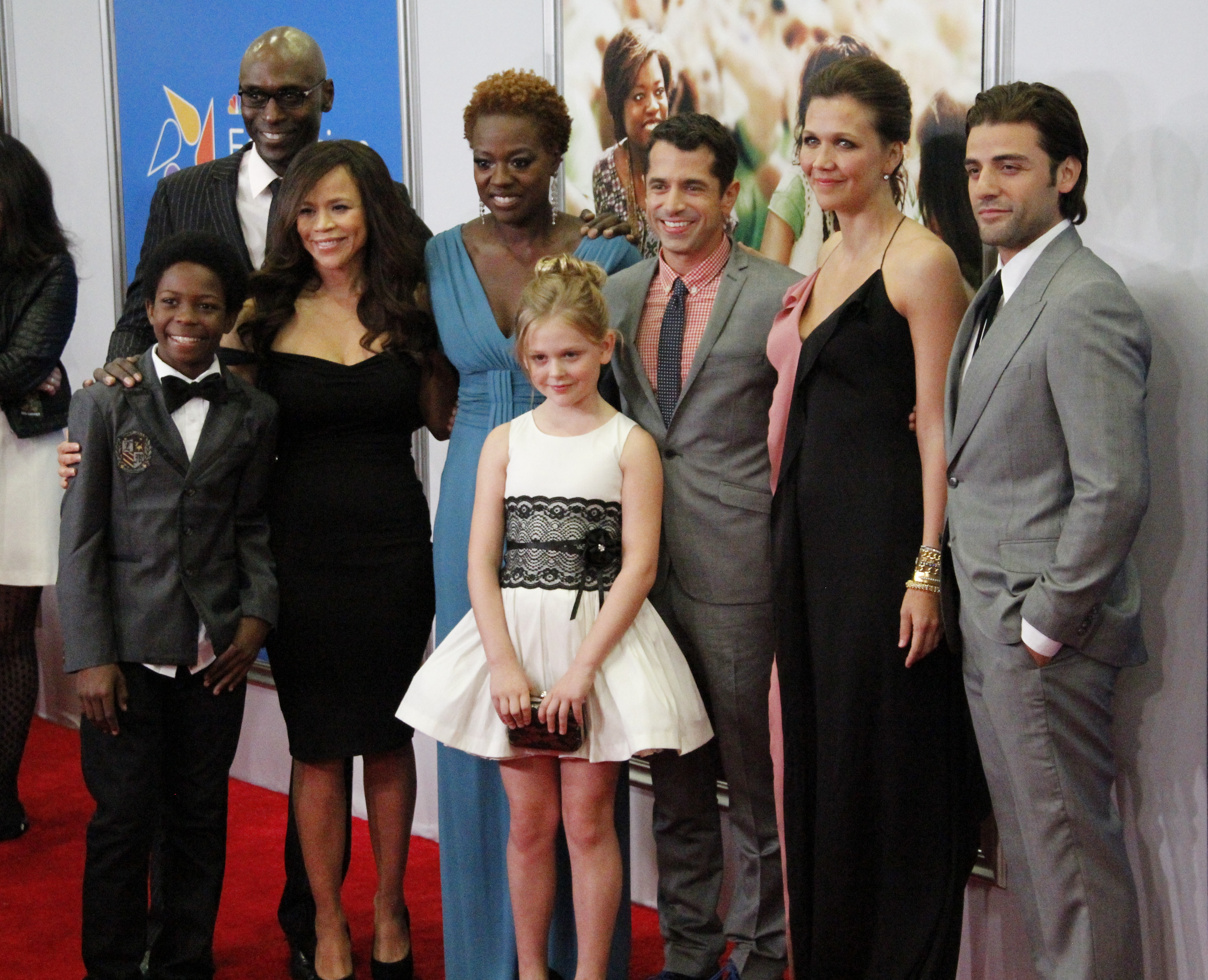
Die Darsteller bei der Premiere in New York.

Der Film wurde in Pittsburgh in 2,35:1-Format und Dolby Digital gedreht. Arbeitstitel waren: Learning to Fly, Steel Town und Still I Rise. Für die Produktion übernahmen die Filmproduktionsgesellschaften Walden Media (19 Millionen US-Dollar), Gran Via Productions und Lemodeln Model & Talent Agency die restlichen sechs Millionen US-Dollar der Produktionskosten von 25 Millionen US-Dollar. Den Filmverleih in Deutschland übernahm Polyband. Mit einem Einspielergebnis von rund zweieinhalb Millionen US-Dollar in 2515 Kinos wurde das bisher schlechteste Ergebnis eines Premierenwochenendes in den Vereinigten Staaten erzielt. Insgesamt konnten über den Verwertungsrechteverkauf 120 Millionen US-Dollar erreicht werden.

## Hintergrund
Der Milliardär Philip Anschutz, Eigentümer von Walden Media, versucht über den Film seinen Kreuzzug gegen Gewerkschaften mit einem „Big Screen“ zu transportieren. Zudem propagiert er die Ausweitung der Charter Schools. Unterstützung fand er auch durch die Heritage Foundation, FreedomWorks und anderen konservativen Lobbyorganisationen. Mit dem Film wurde eine Kampagne in den Vereinigten Staaten unter anderem von der United States Chamber of Commerce gestartet, um für die Charter Schools zu werben.

## Auszeichnungen
Viola Davis wurde für ihre darstellerischen Leistungen für den Black Reel Award nominiert und gewann den Image Award. Zudem wurde der Film bei den MovieGuide Award als Best Film for Families und Faith and Freedom Award nominiert.

## Besetzung und Synchronisation
Die Synchronisation des Filmes wurde von taurusmedia synchron übernommen. Die Synchronregie übernahm Kathrin Simon, die Aufnahmeleitung Alexander Schulz und die Redaktion Ina Banzhaf. Die Übersetzung fertigte Evelyn Köstle an.
| Rolle                  | Darsteller             | Deutsche Sprecher        |
| ---------------------- | ---------------------- | ------------------------ |
| Jamie Fitzpatrick      | Maggie Gyllenhaal      | Tanja Geke               |
| Nona Alberts           | Viola Davis            | Sandra Schwittau         |
| Michael Perry          | Oscar Isaac            | Pascal Breuer            |
| Evelyn Riske           | Holly Hunter           | Cornelia Meinhardt       |
| Breena Harper          | Rosie Perez            | Claudia Urbschat-Mingues |
| Malia Fitzpatrick      | Emily Alyn Lind        | Zalina Sanchez           |
| Cody Alberts           | Dante Brown            | Marc Fuhr                |
| Charles Alberts        | Lance Reddick          | Leon Boden               |
| Schulleiter Thompson   | Ving Rhames            | Tilo Schmitz             |
| Schulleiter Holland    | Bill Nunn              | Christoph Jablonka       |
| Arthur Gould           | Ned Eisenberg          | Hans-Georg Panczak       |
| Olivia Lopez           | Marianne Jean-Baptiste | Joseline Gassen          |
| Ben                    | Keith Flippen          | Gerald Paradies          |
| Bürokratin             | Sue Jin Song           | Claudia Schmidt          |
| Deborah                | Nancy Bach             | Bettina Redlich          |
| Empfangsdame           | Lucia Forte            | Inez Günther             |
| Hank Hart              | Reavis Graham          | Crock Krumbiegel         |
| Jan                    | Jane Mowder            | Bettina Kenter           |
| Lehrerin               | Toni Romano-Cohen      | Claudia Schmidt          |
| Mr. Brandt             | Richard Barlow         | Dieter Memel             |
| Mr. King               | Franklin Ojeda Smith   | Manfred Erdmann          |
| Ms. Southwick          | Rebecca Harris         | Anke Korte               |
| Riskes Assistent       | Stephen Weigand        | Roman Wolko              |
| Schulleiterin Chamudes | Sarab Kamoo            | Kathrin Simon            |
| Tim                    | Robert Haley           | Thomas Rauscher          |
| Valerie Bathgate       | Jennifer Massey        | Dorothea Anzinger        |
| Yvonne                 | Liza Colón-Zayas       | Michèle Tichawsky        |